# Stazione di Milano Porta Tosa
La stazione di Milano Porta Tosa era una stazione ferroviaria di Milano attiva fra il 1846 ed il 1864 come scalo di testa della ferrovia per Treviglio.
Fu la seconda in ordine di apertura nella città ambrosiana dopo quella di Porta Nuova entrata in servizio nel 1840 sulla ferrovia Milano-Monza. Secondo la pubblicazione Ricordi di Rotaie (1997) la chiusura definitiva di Porta Tosa avvenne nel 1873, quando fu soppresso il servizio merci.

## Storia

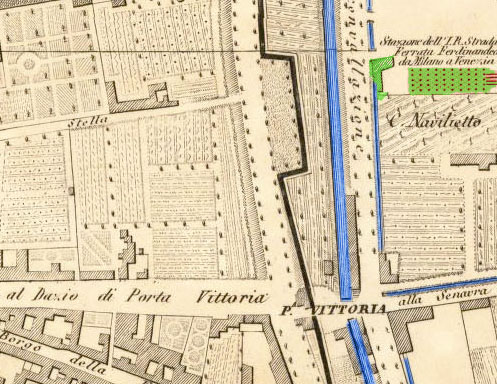
La stazione evidenziata in verde sulla mappa di Milano del 1860 dell'editore Vallardi

La stazione sorgeva lungo il viale di circonvallazione (oggi viale Premuda), fra la Porta Tosa (oggi Vittoria) e la Porta Orientale (oggi Venezia) in un punto fra le attuali via Marcona e Archimede, in modo che i passeggeri potessero entrare nel centro della città attraverso i bastioni di circonvallazione. La cerimonia della posa della pietra auspicale si tenne il 30 maggio 1843, giorno di San Ferdinando, onomastico dell'imperatore Ferdinando II, da cui la linea per Venezia prese il nome. Alla cerimonia erano presenti fra gli altri il viceré arciduca Ranieri Giuseppe d'Asburgo-Lorena, l'arcivescovo di Milano cardinale Carlo Gaetano II di Gaisruck, il governatore di Milano conte Giovanni Battista Spaur, il conte Vitaliano Borromeo. Per l'occasione venne coniata una medaglia commemorativa incisa da Luigi Cossa e reputata immensamente rara dal Bollettino di numismatica e di arte della medaglia del Circolo Numimatico milanese nel 1906.
La stazione, ospitata in un edificio provvisorio, venne inaugurata il 15 febbraio 1846 alla presenza dell'Arciduca Viceré come capolinea della ferrovia per Treviglio, primo tronco lombardo della linea Ferdinandea per Venezia. Entrò in servizio due giorni dopo, martedì 17 febbraio.
A causa dei problemi economici della Imperial Regia Privilegiata Ferrovia Lombardo-Veneta Ferdinandea che stava costruendo la linea, la stazione non era quella prevista dal progetto dell'ingegner Giovanni Milani ma un edificio provvisorio come inizialmente lo furono tutte le stazioni della Ferdinandea. Nel numero del periodico Cosmorama pittorico del 21 marzo 1846, in cui viene fatta la cronaca del giorno dell'inaugurazione della linea ferroviaria, la stazione non viene neppure descritta (nonostante quel giornale fosse abitualmente generoso in descrizioni particolareggiate e immagini a corredo delle notizie): l'unico cenno al fabbricato della stazione riferisce di una «provvisoria Stazione addobbata all'infretta di vago padiglione»; «in faccia al padiglione», fortunatamente, "i viaggiatori nella nuova stazione di Porta Tosa disponevano di maggiori comodità grazie alla presenza del “Caffè Gnocchi”, che svolgeva funzioni di biglietteria, sala d'attesa, toilettes". Contrariamente alle stazioni delle altre città, però, lo stato di provvisorietà rimase tale fino alla dismissione della stazione e al suo successivo smantellamento.

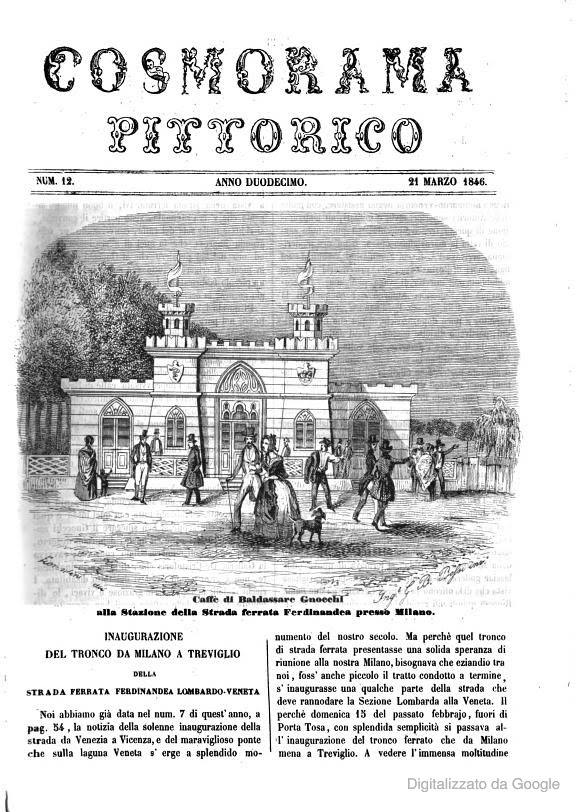
Prima pagina del Cosmorama pittorico del 21 marzo 1846

La mancata costruzione del Fabbricato Viaggiatori secondo il progetto di Milani fu dovuta alle vicissitudini finanziarie della Società Ferroviaria che aveva dato inizio alla "Ferdinandea". Dopo che l'intera società aveva conosciuto una forma di statalizzazione (9 giugno 1852), era stata nuovamente privatizzata e ceduta - con altre linee costruite ed in via di costruzione - alla Imperial Regia Privilegiata Società delle ferrovie Lombardo-Venete con la "Convenzione concernente l'assunzione, la costruzione e l'esercizio delle ferrovie nel regno Lombardo-Veneto", firmata in Vienna il 14 marzo 1856.
Con questa Convenzione la Società delle Ferrovie Lombardo-Venete acquistava due stazioni (Porta Nuova e, appunto, Porta Tosa) non collegate fra loro essendo nate come terminali di due diverse società. La società nuova proprietaria decise di costruire una Stazione Centrale, come previsto già nel testo della Concessione. Le stazioni esistenti divenute ridondanti sarebbero quindi state vendute.
Nel frattempo vennero provvisoriamente unite da un Raccordo che correva lungo i viali di Circonvallazione. Questo Raccordo, di cui la società ferroviaria aveva necessità ma la cui costruzione fu affrettata, se non proprio decisa, per trasportare le truppe alleate francesi e "sarde" verso oriente, fu costruito, sotto la direzione dell'ing. G.B. Bossi, uno dei principali aiutanti dell'ingegner Milani fin dagli inizi della progettazione della "Ferdinandea", nel frattempo diventato Ingegnere in Capo, mentre si attendeva di passare al progetto esecutivo per Milano Centrale ed entrò in funzione domenica 26 giugno 1859.
Nel 1861 la stazione di Porta Tosa divenne capolinea anche della linea per Piacenza e nel 1862, con l'innesto della linea per Pavia nella Milano-Piacenza a Rogoredo, anche quei treni fecero capo a Porta Tosa.

## La dismissione
Nel 1864, con l'apertura della stazione centrale prevista come da Convenzione, l'intero nodo ferroviario cittadino fu dunque riconfigurato, chiudendo anche Porta Tosa. Secondo Ricordi di Rotaie la stazione rimase tuttavia in servizio per il traffico merci fino al 1º gennaio 1873, quindi fu dismessa e demolita nel tempo.
Prima della dismissione definitiva, però, già nelle edizioni del 1870 e del 1871 del periodico Guida di Milano, i locali della vecchia stazione di Porta Vittoria e della soppressa stazione di Porta Vittoria vengono segnalati come occupati da una fabbrica di vetri e cristalli e da una fabbrica di tela da vele almeno fino al 1879.

Nel luglio 1883 tutta l'area di 100 000 m² della dismessa stazione ("una sterile area abbandonata dal governo, nel luogo dove sorgeva la stazione ferroviaria di Porta Tosa") venne venduta con l'approvazione dei due rami del Parlamento per la somma di L. 270 120 alla Società edificatrice di abitazioni operaie che, costituitasi nel 1879, fra gli anni 1884 e il 1892 costruisce, senza tuttavia terminarlo, il quartiere operaio oggi noto come villaggio operaio di via Lincoln, in origine quartiere operaio di Porta Vittoria.

A oggi rimane traccia della linea ferroviaria e della stazione nell'andamento delle vie Archimede e Marcona e Sottocorno, ruotato rispetto alla maglia stradale del quartiere.

## Eventi storici legati alla stazione
- Il 22 marzo 1848, nell'ultima delle Cinque giornate di Milano, la stazione e il Caffè Gnocchi vengono incendiati dagli austriaci in fuga
- Il 1º febbraio 1857 giunge alla stazione di Porta Tosa il re Massimiliano di Baviera, accolto dall'Imperatore[16]
- Il 19 aprile 1857 sbarca alla stazione l'arciduca Massimiliano che, percorrendo il bastione e il corso di Porta Orientale, si reca in veste pubblica al palazzo di Corte[17]
- Il 14 gennaio 1858 dalla stazione di Porta Tosa la salma del Feldmaresciallo Radetzky, a lungo governatore del Lombardo-Veneto, parte alla volta di Venezia, Trieste e infine Vienna dove il vecchio militare venne sepolto.[18]